# Difyodont

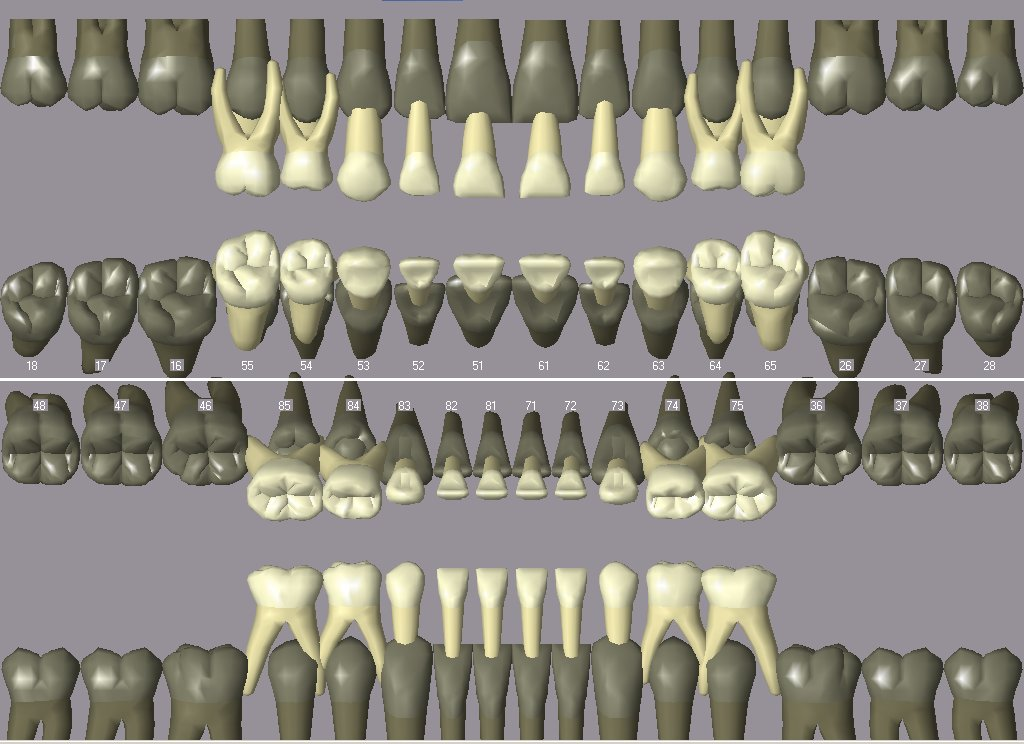
Människans tänder.

Difyodont är egenskapen hos vissa djur, inklusive människan, att få två uppsättningar tänder under livets gång (och genomgå tandsprickning och tandömsning), till skillnad från monofyodonter som bara får en uppsättning tänder, och polyfyodonter, som ömsar tänder flera gånger under livet.
Människan får mjölktänder och permanenta tänder.